# 오마 매클라우드
오마 매클라우드(영어: Omar McLeod, 1994년 4월 25일~)는 자메이카의 육상 선수로 주 종목은 허들이다. 2016년 하계 올림픽과 2017년 세계 선수권 대회에서 남자 110m 허들 금메달을 획득했다. 현재 60m 허들과 110m 허들 자메이카 기록을 보유하고 있으며 특히 110m 허들 기록은 역대 7번째로 빠른 기록이다.